# Alpha Columbae
Alpha Columbae (α Columbae, α Col) este denumirea Bayer a unei stele din constelația Porumbelul. Are o magnitudine aparentă de 2,6. Se află la o distanță de aproximativ 261 ani-lumină (80 parseci) de Pământ. Denumirea sa tradițională este Phact, termen care provine din cuvântul arab Al-Fakhitah, „porumbelul”.